# Katherine Mayo
Katherine Mayo (27 de enero de 1867 – 9 de octubre de 1940) fue una investigadora e historiadora estadounidense. Mayo entró a la vida pública como una escritora política que apoyaba el nativismo blanco, anglosajón y protestante y se oponía a la inmigración no-blanca y católica a los Estados Unidos y a la reciente emancipación de trabajadores afroestadounidenses. Se hizo conocida por denunciar la Declaración de Independencia de Filipinas por razones religiosas y raciales, y posteriormente pasó a publicar su obra más conocida, Mother India  (en español, Madre India), en donde se opuso a la Independencia de la India del control británico. Su obra fue bien recibida en círculos gubernamentales británicos y entre los racialistas anglófilos estadounidenses, pero fue criticada por otros por lo que percibían como racismo e indofobia.

## Biografía
Mayo nació en Ridgway, Pensilvania, de James y Harriet Mayo, y fue educada en forma privada. Poco después de su graduación, comenzó a trabajar como investigadora e historiadora ayudando a Oswald Garrison Villard, del New York Evening Post (cuyo padre era dueño del periódico) a preparar su libro John Brown 1800-1859: Una Biografía Cincuenta Años Después, una biografía del abolicionista John Brown, la cual fue publicada en 1910. Villard fue fundador de la Liga Antiimperialista Estadounidense y un oficial de la National Association for the Advancement of Colored People. Influyó a Mayo para que se convierta en una reformadora social. Mayo también se convirtió en miembro de la Sociedad Mayflower y tuvo relaciones cordiales con las Hijas de la Revolución Americana. Estas últimas eran hostiles a la inmigración de personas no blancas a los Estados Unidos, creyendo que el país pertenecía a los anglosajones de origen británico y protestantes. Varias de las primeras obras de Mayo promovían el anti-catolicismo y la hostilidad hacia movimientos independentistas no blancos en contra de gobiernos coloniales europeos. Mayo combinó el anti-catolicismo y el sentimiento anti-filipino en sus trabajos en los que expuso su oposición a la independencia de las Filipinas del control estadounidense. Los primeros trabajos periodísticos de Mayo celebraban el 'temple racial' anglosajón del nacionalismo estadounidense y promovían la xenofobia en contra de los inmigrantes irlandeses católicos, al igual que los cada vez más importantes obreros afroestadounidenses. Mayo alegaba que los "negroes" eran sexualmente agresivos y no tenían autocontrol, siendo así una amenaza para las "inocentes mujeres anglosajonas". Mayo puso sus altamente efectivas habilidades de escritura detrás del esfuerzo para establecer una policía rural en Nueva York y apoyó su habilidad para controlar inmigrantes y negros cuya participación en manifestaciones por derechos laborales eran vistas por Mayo como una amenaza a la supremacía blanca.
Mayo se volvió famosa por su muy polémico libro Mother India (1927), en el cual atacó a la sociedad y religión hindúes, y a la cultura de India. Los críticos de Mayo acusan a sus obras de contar con elementos racistas, pro-imperialistas e indofóbicas que “expresaba todos los prejuicios predominantes de la sociedad colonial.”
El libro fue una sensación en tres continentes. Escrito en contra de las demandas de autodeterminación e independencia de la India del Raj británico, Mayo aludió al tratamiento de las mujeres indias, los Dalits, los animales, la suciedad y el carácter de sus políticos nacionalistas. Mayo hizo énfasis en la "descontrolada" y fatalmente debilitante sexualidad de sus hombres como la raíz de todos sus problemas, lo que llevaba a masturbación, violación, homosexualidad, prostitución y enfermedades venéreas y, más que todo, a relaciones sexuales a temprana edad y maternidad prematura. Las aseveraciones de Mayo fueron apoyadas por las autoridades en la India británica como una medida contraria a la creciente simpatía hacia el movimiento de independencia indio en contra del gobierno británico en la región. Por eso fue que el libro fue bien recibido por las autoridades británicas y propagado entre los estadounidenses que relacionaban el movimiento independentista indio con la revolución estadounidense. Las percepciones y afirmaciones de Mayo sobre la sociedad india se convirtieron en una de las influencias más negativas sobre el pueblo estadounidense en su visión de India. El libro impulsó la publicación de más de cincuenta libros y panfletos críticos de Mother India y una película del mismo nombre. El libro fue quemado en India y en Nueva York, junto con una efigie de su autora. Fue criticado por Mahatma Gandhi, quien, sin embargo, escribió:

Este libro está escrito inteligente y potentemente. Las citas elegidas cuidadosamente le dan una apariencia de ser un libro verídico. Pero la impresión que deja en mi mente es que se trata de un reporte de un inspector de drenaje enviado con el único propósito de abrir las cloacas de un país e informar sobre ellas, o dar una descripción gráfica del hedor que estas cloacas abiertas emiten. Si la señora Mayo hubiese confesado que había venido a India simplemente para abrir y examinar las cloacas de India, entonces es posible que habría poco sobre que quejarse de su libro. Pero ha declarado su abominable y completamente falsa conclusión con un cierto elemento triunfalista: 'las cloacas son la India'.

Luego de su publicación, [Dalip Singh Saund (quien luego se convertiría en congresista) escribió My Mother India para refutar las afirmaciones de Mayo. Otra respuesta al libro de Mayo fue A Son of Mother India Answers de Dhan Gopal Mukerji. El título del filme hindi épico de 1957, Mother India, fue una refutación deliberada al libro de Mayo.

## Obras
- Justice to All: History of the Pennsylvania State Police (1917)
- The Standard Bearers: True Stories of Heroes of Law and Order (1918)
- That Damn Y (1920)
- Mounted Justice: True Stories of the Pennsylvania State Police (1922)
- The Isles of Fear: The Truth about the Philippines (1925)
- Mother India (1927)
- Slaves of the Gods (1929)
- Volume II (1931)
- Soldiers What Next! (1934)
- The Face of Mother India (1935)
- Selections from Mother India (1998, Mrinalini Sinha, editor)